# Jacky Avril
Jacky Avril (Vierzon, 19 de julio de 1964) es un deportista francés que compitió en piragüismo en la modalidad de eslalon.
Participó en los Juegos Olímpicos de Barcelona 1992, obteniendo una medalla de bronce en la prueba de C1 individual. Ganó cuatro medallas en el Campeonato Mundial de Piragüismo en Eslalon entre los años 1987 y 1991.

## Palmarés internacional
| Juegos Olímpicos   | Juegos Olímpicos              | Juegos Olímpicos  | Juegos Olímpicos |
| Año                | Lugar                         | Medalla           | Competición      |
| ------------------ | ----------------------------- | ----------------- | ---------------- |
| 1992               | Barcelona (España)            | Medalla de bronce | C1 individual    |
| Campeonato Mundial |                               |                   |                  |
| Año                | Lugar                         | Medalla           | Competición      |
| 1987               | Bourg-Saint-Maurice (Francia) | Medalla de plata  | C1 por equipos   |
| 1989               | Río Savage (Estados Unidos)   | Medalla de plata  | C1 por equipos   |
| 1991               | Tacen (Yugoslavia)            | Medalla de plata  | C1 por equipos   |
| 1991               | Tacen (Yugoslavia)            | Medalla de bronce | C1 individual    |